# Stagno (Croazia)
Stagno (o Stagno Grande; in croato: Ston o Veliki Ston) è una cittadina di 2 410 abitanti della Croazia situata nella penisola di Sabbioncello, in prossimità dell'istmo che collega quest'ultima con il resto della Dalmazia. 
La città è famosa per le sue antiche e articolate fortificazioni nonché per il suo patrimonio storico. La città, situata 60 km a nordovest di Ragusa, appartiene alla regione raguseo-narentana.

## Storia
L'antica Stagnum, di cui rimangono alcune vestigia, venne fondata in una zona paludosa (da cui il nome), dalla quale furono ricavate le prime saline. Sede vescovile dal IX secolo, situata in strategica posizione alla base della penisola di Sabbioncello, nel medioevo Stagno passò alla dinastia serba dei Nemanja, che la vendettero nel 1333 alla Repubblica di Ragusa. Nel 1350 vi furono emessi gli Ordines Stagni, una normativa volta a reprimere il contrabbando sulla penisola di Sabbioncello.
Appena acquisito il controllo della regione, la Repubblica iniziò la costruzione di un enorme complesso fortificato: Stagno fu dotata di una cinta muraria pentagonale, al pari della città gemella di Stagno Piccolo (Mali Ston), situata sul versante nord della penisola, che venne racchiusa da mura quadrangolari; le due città vennero poi collegate per mezzo di una possente muraglia lunga 5,5 km e intervallata da 41 torri (31 quadrangolari e 10 circolari) e sette bastioni (6 circolari e uno quadrangolare). Con questa notevole opera di architettura militare, cui contribuirono tra gli altri Michelozzo Michelozzi (1461-64), Bernardino da Parma, Giorgio di Matteo il Dalmatico (1465) e Paskoje Miličević (1488-1506), Ragusa ottenne il duplice risultato di proteggere le preziose saline della città (che rappresentavano un terzo del reddito della repubblica) dall'attacco dei Turchi e di impedire alle truppe ottomane di penetrare nella penisola di Sabbioncello via terra attraverso l'istmo.
La città di Stagno appartenne per quasi cinque secoli alla Repubblica di Ragusa, finché quest'ultima non venne dissolta nel 1806. Dopo il Congresso di Vienna passò all'Impero austriaco, che la tenne fino al 1918. L'Ottocento coincise con il periodo di maggior decadenza della città, che venne privata della sede vescovile (1828) e colpita da un terremoto che danneggiò gravemente la cattedrale (1850), mentre per ordine imperiale la fortezza venne sgomberata e in parte rasa al suolo (1858).
A Stagno vi fu una piccola comunità italiana fino alla fine dell'Ottocento.
In epoca ragusea Stagno era famosa, oltre che per le importantissime saline, anche per i suoi cantieri navali. Oggi invece il mare è un po' arretrato rispetto al centro storico e la città ha perso la sua vocazione marittima a favore dell'avamporto in località Brozze, anche se le saline sono ancora in funzione. Stagno Piccolo è invece rinomata per la coltivazione dei molluschi.

## Monumenti e luoghi d'interesse

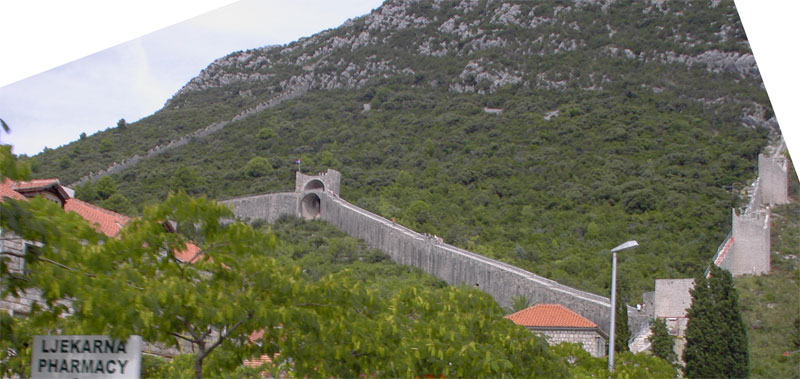
Dopo i valli romani in Britannia, le fortificazioni di Stagno sono la più lunga muraglia del continente europeo

Il patrimonio storico-artistico della città è notevole e vanta numerosi edifici gotici e rinascimentali: il palazzo del Rettore, il palazzo della Cancelleria (in stile gotico-rinascimentale), il palazzo Vescovile (1573), il monastero francescano del XIV-XV secolo, la chiesa preromanica di San Michele (IX secolo), la chiesa di San Nicola (tardobarocca, ma iniziata nel 1347), il gotico palazzo Sorgo-Giorgi (Sorkočević-Đorđić) e la chiesa dell'Annunciazione (XV secolo; fuori le mura). Tra le opere militari, degne di nota sono il forte Bartolomeo e il Vecchio Castello (Veliki Kaštio). A Stagno Piccolo è invece situato il poderoso forte della Corona (Koruna) del 1447, dotato di cinque torri di avvistamento, mentre tra le due città si trova il castello Nuovo (Pozvizd), che sovrastava entrambe.;

## Geografia antropica

### Località
Il comune di Stagno è suddiviso in 19 frazioni (naselja) di seguito elencate. Tra parentesi il nome in lingua italiana, generalmente desueto.
- Boljenovići (Boglienovich[8]): 87 ab.
- Brijesta (Briesta[5][8]): 58 ab.
- Broce (Brozze[8]): 87 ab.
- Česvinica (Cesvinizza[8]): 55 ab.
- Dančanje (Donciagne[8]): 27 ab.
- Duba Stonska (Duba[8] o Duba di Stagno): 36 ab.
- Dubrava: 133 ab.
- Hodilje (Hodiglie[8]): 190 ab.
- Luka (Luca o Porto di Stagno): 153 ab.
- Mali Ston (Stagno Piccolo[5][8]): 139 ab.
- Metohija (Metochia): 157 ab.
- Putniković (Putnicovich o Putnicovichi[8]): 82 ab.
- Sparagovići (Sparagovich[8]): 114 ab.
- Ston - Stagno, sede comunale: 549 ab.
- Tomislavovac (Cosso[5][8]): 104 ab.
- Zabrđe (Saberghie[8]): 61 ab.
- Zamaslina (Zamaslina o Stagno Vecchio): 79 ab.
- Zaton Doli (Saton di Dolli[8]): 61 ab.
- Žuljana (Giuliana[5][8]): 235 ab.